# Nagroda Amerykańskiego Instytutu Filmowego za całokształt twórczości
Nagroda Amerykańskiego Instytutu Filmowego za całokształt twórczości (ang. AFI Life Achievement Award) – honorowa nagroda filmowa, przyznawana artystom filmowym corocznie, od 1973, przez Amerykański Instytut Filmowy (AFI) w uznaniu za wkład w rodzimą kinematografię. Co roku jest wręczana jednej osobie podczas telewizyjnej ceremonii. Nie została przyznana tylko w latach 2020–2021 z powodu pandemii COVID-19 oraz w 2023 z uwagi na strajk scenarzystów w Stanach Zjednoczonych.

## Laureaci
Opracowano na podstawie materiału źródłowego:
| Nr | Rok  | Imię i nazwisko      | Zdjęcie | Zawód                                  |
| -- | ---- | -------------------- | ------- | -------------------------------------- |
| 1  | 1973 | John Ford            |         | reżyser, producent                     |
| 2  | 1974 | James Cagney         |         | aktor, tancerz                         |
| 3  | 1975 | Orson Welles         |         | aktor, reżyser, scenarzysta, producent |
| 4  | 1976 | William Wyler        |         | reżyser, producent                     |
| 5  | 1977 | Bette Davis          |         | aktorka                                |
| 6  | 1978 | Henry Fonda          |         | aktor                                  |
| 7  | 1979 | Alfred Hitchcock     |         | reżyser, scenarzysta, producent        |
| 8  | 1980 | James Stewart        |         | aktor                                  |
| 9  | 1981 | Fred Astaire         |         | aktor. tancerz, piosenkarz             |
| 10 | 1982 | Frank Capra          |         | reżyser, scenarzysta, producent        |
| 11 | 1983 | John Huston          |         | aktor, reżyser, scenarzysta            |
| 12 | 1984 | Lillian Gish         |         | aktorka                                |
| 13 | 1985 | Gene Kelly           |         | aktor, reżyser, tancerz, piosenkarz    |
| 14 | 1986 | Billy Wilder         |         | reżyser, scenarzysta, producent        |
| 15 | 1987 | Barbara Stanwyck     |         | aktorka, tancerka                      |
| 16 | 1988 | Jack Lemmon          |         | aktor                                  |
| 17 | 1989 | Gregory Peck         |         | aktor                                  |
| 18 | 1990 | David Lean           |         | reżyser, scenarzysta                   |
| 19 | 1991 | Kirk Douglas         |         | aktor, producent                       |
| 20 | 1992 | Sidney Poitier       |         | aktor, reżyser                         |
| 21 | 1993 | Elizabeth Taylor     |         | aktorka                                |
| 22 | 1994 | Jack Nicholson       |         | aktor, producent                       |
| 23 | 1995 | Steven Spielberg     |         | reżyser, scenarzysta, producent        |
| 24 | 1996 | Clint Eastwood       |         | aktor, reżyser, producent              |
| 25 | 1997 | Martin Scorsese      |         | reżyser, scenarzysta, producent        |
| 26 | 1998 | Robert Wise          |         | reżyser, producent                     |
| 27 | 1999 | Dustin Hoffman       |         | aktor                                  |
| 28 | 2000 | Harrison Ford        |         | aktor                                  |
| 29 | 2001 | Barbra Streisand     |         | aktorka, reżyserka, piosenkarka        |
| 30 | 2002 | Tom Hanks            |         | aktor, producent                       |
| 31 | 2003 | Robert De Niro       |         | aktor, producent                       |
| 32 | 2004 | Meryl Streep         |         | aktorka                                |
| 33 | 2005 | George Lucas         |         | reżyser, scenarzysta, producent        |
| 34 | 2006 | Sean Connery         |         | aktor, producent                       |
| 35 | 2007 | Al Pacino            |         | aktor                                  |
| 36 | 2008 | Warren Beatty        |         | aktor, reżyser, scenarzysta            |
| 37 | 2009 | Michael Douglas      |         | aktor, producent                       |
| 38 | 2010 | Mike Nichols         |         | reżyser, producent                     |
| 39 | 2011 | Morgan Freeman       |         | aktor, producent                       |
| 40 | 2012 | Shirley MacLaine     |         | aktorka, tancerka, piosenkarka         |
| 41 | 2013 | Mel Brooks           |         | aktor, reżyser, scenarzysta            |
| 42 | 2014 | Jane Fonda           |         | aktorka, producentka                   |
| 43 | 2015 | Steve Martin         |         | aktor, scenarzysta, producent, muzyk   |
| 44 | 2016 | John Williams        |         | kompozytor                             |
| 45 | 2017 | Diane Keaton         |         | aktorka                                |
| 46 | 2018 | George Clooney       |         | aktor, reżyser, scenarzysta, producent |
| 47 | 2019 | Denzel Washington    |         | aktor, reżyser, producent              |
| 48 | 2022 | Julie Andrews        |         | aktorka, piosenkarka                   |
| 49 | 2024 | Nicole Kidman        |         | aktorka, producentka                   |
| 50 | 2025 | Francis Ford Coppola |         | reżyser, scenarzysta                   |